# Elliott Coues
Elliott Coues (Portsmouth, 9 de setembro de 1842 – Baltimore, 25 de dezembro de 1899) foi um cirurgião militar dos Estados Unidos da América, historiador, ornitólogo e escritor.

## Biografia
Coues nasceu em Portsmouth, New Hampshire. Formou-se na Universidade George Washington, na altura conhecida como The Columbian College, em Washington, D.C., em 1861, e nas escola de Medicina daquela instituição em 1863. Serviu como cadete médico em Washington de 1862 a 1863, tendo sido indigitado como cirurgião-assistente do exército regular em 1864. Em 1872 publicou o seu Key to North American Birds, revisto e reescrito em 1884 e 1901, documento que foi particularmente importante para o estudo sistemático da ornitologia na América do Norte. O seu trabalho estabeleceu alguns padrões que viriam a conformar a actualmente aceite nomenclatura trinomial que estabelece a classificação taxonómica das subespécies, mais especificamente no âmbito da ornitologia. De 1873 a 1876 Coues vinculou-se como cirurgião e naturalista à United States Northern Boundary Commission, e de 1876 a 1880 foi secretário e naturalista da United States Geological and Geographical Survey of the Territories, de cujas publicações foi editor. Foi leitor de anatomia na Escola de Medicina onde se formou, de 1877 a 1882, e professor de anatomia, na mesma escola, de 1882 a 1887.
Deixou o exército em 1881 para se devotar inteiramente à pesquisa científica. Foi fundador da American Ornithologists' Union, e foi editor do seu órgão oficial The Auk, bem como de outros periódicos ornitológicos. Elliot faleceu em Baltimore, no Maryland no dia de natal.
Além da ornitologia, teve também algum trabalho relevante na área da mastozoologia. O seu livro Fur-Bearing Animals ("Animais com pêlos") (1877) é reconhecido pela exactidão e extensão das suas descrições de muitas espécies, muitas das quais já começavam a rarear na altura. Em 1887 tornou-se presidente da Sociedade Teosófica Esotérica da América.
Entre as suas mais importantes publicações, como autor principal ou colaborador, contam-se:
- A Field Ornithology (1874);
- Birds of the North-west (1874);
- Monographs on North American Rodentia, com J. A. Allen (1877);
- Birds of the Colorado Valley (1878);
- A Bibliography of Ornithology (1878-1880, incompleto);
- New England Bird Life (1881);
- A Dictionary and Check List of North American Birds (1882);
- Biogen, A Speculation on the Origin and Motive of Life (1884);
- The Daemon of Darwin (1884);
- Can Matter Think? (1886);
- Neuro-Myology (1887).

Contribuiu ainda para numerosos verbetes do Century Dictionary, escreveu para várias enciclopédias e editou os Journals of Lewis and Clark (1893), e The Travels of Zebulon M. Pike (1895).